# Molophilus leonardi
Molophilus leonardi là một loài ruồi trong họ Limoniidae. Chúng phân bố ở miền Australasia.